# 米科拉伊夫卡 (德沃里奇納市鎮)
49°55′22″N 37°52′56″E / 49.92278°N 37.88222°E
米科拉伊夫卡（烏克蘭語：Миколаївка）是位於烏克蘭東部的村莊，由哈爾科夫州庫皮揚斯克區的德沃里奇纳市镇負責管轄。該村始建於1860年，面積3.33平方公里，海拔高度107米，2001年人口566，人口密度每平方公里170.1人。